# 王明時
王明时（1542年—1616年），字治甫，号後陽，直隶松江府华亭县（今上海市松江区）人，明朝政治人物。

## 生平
萬曆四年（1576年）丙子科應天鄉試舉人，萬曆五年（1577年）聯捷丁丑科二甲二十四名进士。历知冀州、莒州，境内大治。晋刑部郎中，出任岳州、南安、赣州知府，二十六年五月擢河南按察使司副使。母病，遂乞归不出。卒年七十五，墓在千步泾侧。

## 著作
著有《峰泖詹言》《古今醒语》等。

## 家族
曾祖王詔。祖父王侃。父王啓芳，號松阳。母何氏。具庆下。